# Società Bibliche Unite
La Società Bibliche Unite (dall'inglese United Bible Societies, UBS) è un'associazione mondiale di Società bibliche. Nel 1946, dei delegati provenienti da 13 paesi formano l'UBS, come sforzo per coordinare le attività delle società bibliche. I primi quartieri erano a Londra e a Ginevra. L'attuale segretario generale dell'UBS è Michael Perreau.
L'UBS ha 146 società membri che lavorano in più di 200 paesi e territori. Esse includono:
- The British and Foreign Bible Society (1804)
- The Scottish Bible Society (1809)
- The American Bible Society (1816)
- The Bible Society Australia (1817)
- Bible Society NSW (1817)
- The Colombian Bible Society (1825)[2]
- The Bible Society in New Zealand (1846)
- The Canadian Bible Society / Società Biblica Canadese (1904)
- The Deutsche Bibelgesellschaft (Società Biblica Tedesca) (1948)
- Bible Society of South Africa[3]
- Ukrainian Bible Society
- Russian Bible Society
- Japan Bible Society
- Hungarian Bible Society
- Philippine Bible Society
- Dutch Bible Society[4]
- Slovenian Bible Society, su drustvo-svds.si.
- Greek Bible Society
- Indonesian Bible Society[5]